# Fresnay-le-Long
Fresnay-le-Long település Franciaországban, Seine-Maritime megyében. Lakosainak száma 333 fő (2022. január 1.). Fresnay-le-Long Étaimpuis, La Houssaye-Béranger, Saint-Maclou-de-Folleville, Saint-Victor-l’Abbaye és Varneville-Bretteville községekkel határos.

## Népesség
A település népességének változása:
| Lakosok száma | 318  | 324  | 341  | 331  | 331  | 331  | 329  | 335  | 333  |
|               | 2013 | 2015 | 2016 | 2017 | 2018 | 2019 | 2020 | 2021 | 2022 |